# Toivaslampi
Toivaslampi är en sjö i kommunen Lieksa i landskapet Norra Karelen i Finland. Den är 5,2 meter djup. Arean är 38 hektar och strandlinjen är 4,54 kilometer lång. Sjön  ingår i Vuoksens huvudavrinningsområde.   Den ligger omkring 98 kilometer norr om Joensuu och omkring 450 kilometer nordöst om Helsingfors. 